# 郭文貴
郭 文貴（かく ぶんき、グオ・ウェングイ、マイルス・クォク、英語: Miles Kwok、Miles Guo、拼音: Guō Wén Guì、1970年5月10日、もしくは1968年10月5日 -）は、中華人民共和国出身の実業家、投資家。中国政府高官のスキャンダルを暴露することで知られており、2014年に中国からアメリカ合衆国へ逃亡して以降はアメリカを中心にインターネットを通じて活動している。郭の主張には裏付けの取れないものもあるが、しかし中国国内の政治ゴシップ好きから批判の対象となっている中国共産党まで、数多くの人々から注目を集めている。一方で反共を旗印にフォロワーを集め、詐欺を働いたとして2023年3月15日に逮捕されている。
ドナルド・トランプが所有するフロリダの会員制リゾート施設「マール・ア・ラーゴ」の会員である。

## 人物
山東省聊城市莘県古城鎮西曹営村出身、8人兄弟の7番目として生まれた。郭家は吉林省盤石県紅旗嶺趙家溝へ移住したが1970年代後半に故郷へ戻った。1980年代、中学校を卒業後に恋人の岳慶芝を連れて河南省鄭州市に移住。以降の経歴には不明な点も多いが、1989年に二人とも黒竜江省林薬聯営公司の鄭州市事務所の職員になったが、1992年には家具工場の経営者となり、1993年には不動産会社オーナーになった。
1990年代に中国各地に誕生した無数の不動産王の一人に数えられ、政府とのパイプを活かし莫大な利益を上げる非常に優秀な政商であったとも言われる。2008年に行われた北京オリンピックの公園開発にも携わった。また台湾人建築家の李祖原と連携して、五つ星ホテル「鄭州裕達国貿酒店」（1999年、河南省鄭州市中心部）と高層ビル群「盤古大観（2007年、北京市朝阳区）を建設した。2014年には中国の胡潤百富榜（ルパート・フーゲワーフによる長者番付）にて74位にランクインし、個人資産額は155億元（約2550億円）と推定された。

### アメリカ合衆国への逃亡
しかし後ろ盾となっていた馬建国家安全省次官が失脚するとの情報を察知していた郭は2014年にアメリカに移住。以降は事実上の国外逃亡状態となり、中国共産党における汚職の主張を開始した。一方で中国政府は郭を収賄、誘拐、詐欺、マネーロンダリング、性的暴行など少なくとも19の容疑で捜査を開始した。
2015年1月に馬建が紀律違反違法行為の容疑で逮捕され、中国政府はアメリカ政府に対して汚職の容疑で郭文貴らの引き渡しを求めたが引き渡しを拒否されると独自に私服警官をアメリカに送り込んで郭文貴らの行方を探し始めた。これにより米中関係は悪化し、両国間の身柄引き渡し交渉は暗礁に乗り上げた。2016年11月に中国政府は中国公安部副部長の孟宏偉を国際刑事警察機構(ICPO)事務総長に据えることに成功し、2017年4月にはICPOによって汚職の容疑で国際手配された。
2017年4月19日、米国の国営放送であるボイス・オブ・アメリカ(VOA)で3時間話す予定であったが1時間で打ち切られ、何らかの圧力があったものとされた。江沢民など歴代の中国指導者は批判するのに対して、腐敗撲滅に取り組む習近平党総書記は対しては度々称賛しており、郭文貴自身は「郭七条」を掲げて、中国の腐敗や警察の違法行為に反対しているが、国家や習総書記に反対しているわけではなく、王岐山書記がターゲットであると主張している（ただし王は習近平派）。
2017年5月には郭文貴のもとに中国共産党中央規律検査委書記の劉彦平が訪れ、暴露行為をやめて帰国するよう促し、指示に従えば資産凍結の解除や親族の身の安全の保証を伝えられた。しかし劉の入国ビザでは公的業務を行うことは出来ず、FBIと米国司法省は彦平が在留資格外の活動を行った容疑で逮捕・起訴を準備したため、これによる米中関係への影響を懸念した米国国務省が介入するという事態が起きた。2017年9月、郭文貴は米国に対して正式に亡命を申請。直後の10月4日に予定されていた米シンクタンク、ハドソン研究所主催のイベント、「郭文貴氏と話す会」は、直前になって中止となった。10月18日、中国共産党第十九回全国代表大会の開幕に際して郭文貴のYoutubeとTwitterとFacebookのアカウントが一時凍結された際は中国政府の圧力が囁かれた。
2018年1月22日、中国の言論の自由、民主主義、法治社会の実現に関心を持つ利用者に、最も自由な意見交換プラットフォームを提供する目的でSNSサイト「郭媒体（GUO.MEDIA）」を設立。2019年10月現在、利用者数は1億1千万人以上となっている。

### バノンへの接近
2018年11月20日、郭文貴はスティーブン・バノンとニューヨークで記者会見を開き、「法治基金（Rule of Law Foundation）」を設立すると宣言。郭文貴が1億ドルの資金を提供し、バノンは基金を運営する会長に就任する。基金の主な目的は中国共産党幹部の権力乱用行為の暴露と中国政府に迫害された人々の援助であると主張している。
2020年6月にはバノンとともに、中国共産党政府に取って代わる新政府「New Federal State of China」（新中国連邦）の樹立を宣言した。また共同でGTVメディアグループを立ち上げ、新型コロナウイルスに関するフェイクニュースや、当時は民主党の大統領候補だったジョー・バイデンの息子ハンターについての陰謀論を拡散した。
2020年8月20日までにバノンはアメリカ郵便監察局の捜査員により詐欺、資金洗浄の容疑で逮捕されたが、逮捕の際に乗っていたヨットは郭文貴の名義であった。
一方で2018年3月、郭文貴はトランプ陣営の元顧問でロビイストのロジャー・ストーンを名誉棄損で訴え、ロジャー・ストーンは12月17日、郭文貴に関する虚偽の情報を極右の話題を取り扱うWebサイトInfoWarsなどで拡散したことを認めた上で、InfowarsやInstagram、Facebook、ウォール・ストリート・ジャーナル、ニューヨーク・タイムズ、ワシントン・ポストで謝罪声明を公表。これを受けて郭文貴は訴えを取り下げた。

### 詐欺容疑で逮捕
2018年10月12日、中国遼寧省大連市の中級人民法院（地裁）は、郭文貴が実質的オーナーである「北京政泉控股有限公司（Beijing Zenith Holdings Co., Ltd）」に対し、強迫取引罪で罰金600億元（約9,600億円）の判決を命じた。
2018年ごろより主にメディアプラットフォーム『GTV』、コミュニティ構築スキーム『Himalaya Farm Union』、高級会員制スキーム『G CLUBS』、そして暗号通貨プラットフォーム『Himalaya Exchange』の4つのプロジェクトスキームで資金集めを開始し、資金洗浄を開始したとされる。反共を旗印に集まったフォロワーに対して架空の暗号資産などへの投資を持ちかけて資金を詐取し、数十万米ドルを投資した者もいたとされる。これら集まった資金は約500口座に分散して隠した上で、自身や親族のためのマンションや高級車、高級ヨットの購入に充てた疑惑が持たれている。
2023年3月15日に10億米ドル（約1332億円）超の詐欺を計画した容疑で逮捕された。2024年7月16日、ニューヨーク連邦地裁の陪審から12の罪状のうち9つで有罪評価を言い渡された。

## スパイ疑惑
中国共産党のスキャンダルを暴露してきた郭であるが、逆に郭自身が中国共産党のスパイではないかという疑惑も絶えない。2019年7月には調査会社のStrategic Vision US LLCが郭文貴を中国の反体制派を装った中国政府のスパイだと連邦裁判所に訴えたが、受理されなかった。その後、郭文貴はStrategic Visionやこの件を報じたCNNのエリン・バーネットなどを相手取り事実無根として起訴し、報道の削除と、5,000万ドルの賠償金を要求している。
またバノンと共同で立ち上げたGTVメディアグループでは在米の中国人活動家を標的とした攻撃を度々行ったことも、背景に中国共産党がいる工作活動なのではないかと指摘される要因となっている。

## 主張
2019年暮れより世界中で大流行した新型コロナウイルスについては、中国のウイルス研究所より広まったとする説をとっている。
2021年、自身の動画チャンネルで新型コロナウイルスへの効果が認められていないイベルメクチン、アルテミシニンの使用を促し、ワクチン接種は殺人であると主張した。